# Stala & So.
Stala & So. – fiński zespół hard rockowy stworzony w 1997 roku. W 2011 roku grupa wzięła udział w fińskich preselekcjach do konkursu Eurowizji 2011 z utworem "Pamela". W tym samym roku zespół wydał swój pierwszy studyjny album zatytułowany "It Is So.".

## Życiorys
Na początku grupa nazywała się po prostu SO. od pierwszej i ostatniej litery imion założycieli (Sampsa, Nico). Zespół jest znany z rockowego brzmienia oraz muzykalności. Frontmanem grupy jest charyzmatyczny wokalista Stala. Ich występy na żywo i muzyka pisana przez Stale oraz resztę członków zespołu ma za zadanie bawić publiczność. Zespoły takie jak Sweet, T. Rex czy alter ego Davida Bowie – Ziggy Stardust są inspiracją dla tej piątki Finów. W 2010 roku zespół zmienił nazwę i wystąpił w preselekcjach do konkursu Eurowizji. Przebrnął przez kwalifikacje i dostał się do finału lecz nie udało mu się wygrać i co za tym idzie reprezentować Finlandii w Niemczech. Obaj założyciele zespołu - Stala i Nico, grali wcześniej w zespole Lordi. Stala był perkusistą tego zespołu od 2000 do 2010 roku, natomiast Nico był basistą od 2002 do 2005 roku. Stala nosił przydomek Kita, a Nico to był Kalma.

## Członkowie
- Stala - wokal
- Nick Gore - gitara basowa, chórki
- Sami J. - gitara prowadząca, chórki
- Pate Vaughn - gitara rytmiczna, chórki
- Hank - perkusja

## Dyskografia

### Albumy
- It Is So. (2011)
- Play Another Round (2013)

### Single
- Everything For Money (2010)
- Life Goes On (2012)

### EP
- 3+1 (2001)
- Shout! (2008)
- Gimme Five (2011)

### Demo
- SO. (1998)
- Zap To SO. (1999)

### Kompilacje
- Burn The Rocks (2000)

## Teledyski
- One Nite Stand (2000)
- Got To Believe (2001)
- Bye Bye (2011)
- Hey, What's Going On? (2011)
- The Boys Are Having Fun (2013)